# Aciurina mixteca
Aciurina mixteca är en tvåvingeart som beskrevs av Hernandez-ortiz 1994. Aciurina mixteca ingår i släktet Aciurina och familjen borrflugor. Inga underarter finns listade i Catalogue of Life.